# Nadozierze (rejon postawski)
Nadozierze (biał. Надазер'е; ros. Надозерье) – wieś na Białorusi, w obwodzie witebskim, w rejonie postawskim, w sielsowiecie Nowosiółki.

## Historia
W czasach zaborów w granicach Imperium Rosyjskiego.
W dwudziestoleciu międzywojennym ówczesny zaścianek leżał w Polsce, w województwie wileńskim, w powiecie duniłowickim (od 1926 postawskim), w gminie Łuczaj.
Według Powszechnego Spisu Ludności z 1921 roku zamieszkiwało tu 26 osób, 1 była wyznania rzymskokatolickiego a 27 prawosławnego. Jednocześnie 8 mieszkańców  zadeklarowało polską przynależność narodową a 16 białoruską. Były tu 3 budynki mieszkalne. W 1931 w 6 domach zamieszkiwało 25 osób.
Miejscowość należała do parafii rzymskokatolickiej w Łuczaju i prawosławnej w Mańkowiczach. Podlegała pod Sąd Grodzki w Postawach i Okręgowy w Wilnie; właściwy urząd pocztowy mieścił się w m. Łuczaj.
W 1938 roku miejscowość należała do gromady Puchówki gminy Łuczaj.
Po agresji ZSRR na Polskę w 1939 roku wieś znalazła się pod okupacją sowiecką, w granicach BSRR. W latach 1941–1944 była pod okupacją niemiecką. Następnie leżała w BSRR. Od 1991 roku w Republice Białorusi.
Do 1960 wieś była w składzie sielsowietu Duniłowicze.